# Conflit frontalier entre le Laos et la Thaïlande
Le conflit frontalier entre le Laos et la Thaïlande, surnommée la « guerre des collines », est une courte confrontation entre les forces laotiennes et les forces thaïlandaises, entre décembre 1987 et février 1988. Il a été provoqué par un différend impliquant la carte faite par les colons français en 1907 pour marquer la frontière entre le Siam et l'Indochine française. Le sort du village de Ban Romklao à la frontière de la province de Phitsanulok et trois petits villages frontaliers sur le bord de la province d'Uttaradit, situés en Thaïlande, n'étaient pas bien définis à l'époque.
Une série mineure d'incidents de frontière avait déjà eu lieu entre la Thaïlande et le Laos en 1984. Toutefois, en décembre 1987, les forces thaïlandaises occupent le village contesté de Ban Romklao. Le gouvernement du Laos proteste vivement, voyant dans cette incursion une violation de son intégrité territoriale. Les forces du Pathet Lao lancent une attaque de nuit contre la garnison thaïlandaise, prenant le contrôle de Ban Romklao. D'intenses combats s'ensuivent pendant des semaines jusqu'au 19 février 1988, date à laquelle un cessez-le-feu est signé entre les deux États.
Cette brève guerre a causé plus de 1 000 pertes, les deux camps confondus[réf. à confirmer]. Les Thaïlandais subirent toutefois d'importantes pertes en raison du retranchement des troupes laotiennes dans des tranchées. Le général Chavalit Yongchaiyudh, commandant de l'Armée royale thaïlandaise au moment de la guerre, a été critiqué pour s'être engagé contre les décisions du ministre thaïlandais des Affaires étrangères. Le Viêt Nam a également joué un rôle lors du conflit, fournissant de l'aide à son allié communiste en envoyant notamment la 2e division d'infanterie vietnamienne à l'aérodrome de Baan Nakok, dans la province laotienne de Sayaboury, afin de soutenir les opérations militaires laotiennes.

## Conséquences du conflit
La Thai-Lao Joint Boundary Commission a été établie en 1996 pour préciser le tracé de la frontière lao-thaïlandaise, longue de 1 810 km, et régler la propriété des villages contestés entre les deux États. La démarcation de la frontière est toujours en cours en 2014,.